# Alan Greenberg
Pour les articles homonymes, voir Greenberg.
 (février 2023).
Alan Greenberg, né à New York le 14 octobre 1950 et mort le 27 janvier 2015, est un réalisateur, scénariste, photographe et auteur américain.

## Biographie
Dans sa jeunesse, Alan Greenberg visite la Jamaïque et devient ami de Bob Marley. Après la mort de cet artiste, sa famille lui demande de réaliser un film sur leur parent. C'est ainsi qu'en 1981, Greenberg réalise Land of Look Behind, un film documentaire sorti en 1982 qui, outre des images de l'enterrement de Bob Marley, en montre d'autres de la capitale, Kingston. Le film, en se concentrant sur le mouvement rastafari et la culture reggae, est finalement plus un portrait fantaisiste de la Jamaïque de la fin des années 1980 qu'un film sur Bob Marley. Le film reçoit des critiques et gagne le prix Gold Hugo du meilleur documentaire au Festival international du film de Chicago et est considéré comme le meilleur documentaire américain de son époque. Werner Herzog a dit que « Land of Look Behind montre des choses jamais vues auparavant au cinéma ».
Alan Greenberg travaille en étroite collaboration avec Werner Herzog sur de nombreux projets, est le photographe de l'unité spéciale pour les films Les Nerfs à vif (1991) de Martin Scorsese et 1900  (1976), de Bernardo Bertolucci. Il a également écrit une vingtaine de scénarios et trois livres dont Heart of Glass, sur la réalisation de Cœur de verre (1976) de Werner Herzog, a été jugé par le magazine Rolling Stone comme étant « le meilleur livre sur la réalisation d'un film jamais écrit ». Une nouvelle édition entièrement révisée de l'ouvrage, Chaque nuit les arbres disparaissent : Werner Herzog et le making of de 'Heart of Glass' a été publiée par le Chicago Review Press et présente des photographies inédites de Greenberg, qu'Herzog appelle « étranges et belles ».
En 2012, Greenberg écrit et produit le film Love in Vain, un conte poétique sur Robert Johnson, le génie du blues.
Le dernier scénario de Greenberg, Toutankhamon, Seigneur des deux Terres, présente une vision radicale des recherches sur l'assassinat du garçon-roi, se confondant avec l'intrigue entourant la découverte de son tombeau en 1922.
Greenberg vit à Portland, dans l'Oregon.

## Filmographie partielle
- 1982 : Land of Look Behind
- 1988 : Living Dreams

## Publications
- Heart of Glass, Munich : Skellig, 1976
- Love in Vain: A Vision of Robert Johnson, New York : Da Capo Press, 1994  (ISBN 0-306-80557-X) (publication originale : Garden City, New York : Doubleday, 1983)
- Love in Vain: The Life and Legend of Robert Johnson, New York : Doubleday, 1983  (ISBN 0-385-15679-0)
- Every Night the Trees Disappear: Werner Herzog and the Making of 'Heart of Glass', Chicago : Chicago Review Press, 2012